# Californio's

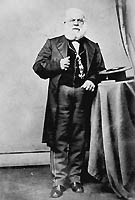
Pio de Jesús Pico

Californio is een term voor de Spaanssprekende katholieke bewoners van Alta California, de huidige Amerikaans staat Californië, toen dat gebied Spaans en Mexicaans eigendom was. De indianen, de oorspronkelijke bewoners van Californië, die voor 1848 nog de meerderheid van de Californische bevolking uitmaakten, waren in de regel geen Californio's omdat ze geen Spaans spraken en/of niet katholiek waren. De meeste Californio's waren afstammelingen van Europese immigranten, maar er waren ook mestiezen en indianen die de Spaanse cultuur hadden overgenomen en zich hadden bekeerd tot het rooms-katholicisme.
De Californio's concentreerden zich vooral rond Spaanse missieposten en ranches. De missieposten beschikten over enorm veel land, en vaak het meest vruchtbare, over het meeste vee en over duizenden indiaanse werkkrachten.

## Bekende Californio's
Wellicht de bekendste Californio is Zorro. Hoewel hij niet echt heeft bestaan is hij wel grotendeels gebaseerd op de legendarische Californio Joaquín Murrieta.
Andere bekende Californio's zijn:
- Juan Bautista de Anza
- Pío Pico
- Mariano Guadalupe Vallejo
- Tiburcio Vasquez